# Ignac Polajnar
Ignac ("Nace") Polajnar, slovenski politik, poslanec, profesor slovenščine in sociolog, * 13. september 1948.

## Življenjepis
Leta 1992 je bil izvoljen v 1. državni zbor Republike Slovenije na listi Slovenskih krščanskih demokratov; v tem mandatu je bil član naslednjih delovnih teles:
- Komisija za poslovnik,
- Odbor za notranjo politiko in pravosodje,
- Odbor za kulturo, šolstvo in šport in
- Preiskovalna komisija o raziskovanju povojnih množičnih pobojev, pravno dvomljivih procesov in drugih tovrstnih nepravilnosti.

Bil je tudi vodja poslanske skupine SKD.